# Planck-Länge
Die Planck-Länge ist eine physikalische Konstante der Dimension „Länge“. Als Kombination fundamentaler Konstanten hat sie eine universelle Bedeutung als Längeneinheit. Darüber hinaus hat sie auch eine Bedeutung als Größenordnung, bei der Gravitation und Quantentheorie nicht mehr separat behandelt werden können.

## Definition
Die Planck-Länge ist definiert als
{\displaystyle l_{\mathrm {P} }={\sqrt {\frac {\hbar \,G}{c^{3}}}}}.
Dabei ist
- {\displaystyle c\,} die Lichtgeschwindigkeit,
- {\displaystyle \hbar \ ={\frac {h}{2\pi }}} die reduzierte Planck-Konstante und
- {\displaystyle G\,} die Gravitationskonstante.

## Bedeutung als Längeneinheit
Max Planck erkannte 1899, dass mit der von ihm entdeckten (und später nach ihm benannten) Konstante {\displaystyle h} in Verbindung mit der Gravitationskonstante und der Lichtgeschwindigkeit Maßeinheiten für Länge, Zeit und Masse definiert werden können, die „unabhängig von speciellen Körpern und Substanzen“ sind und „für alle Zeiten und für alle, auch ausserirdische und aussermenschliche Culturen“ festgelegt werden können. (Zu Details und Referenzen siehe Planck-Einheiten.)
Plancks Vision von 1899 wurde mittlerweile teilweise realisiert: Zwei der drei von ihm genannten Naturkonstanten dienen zur Definition von SI-Einheiten, indem die Zahlenwerte festgelegt wurden, die sie in SI-Einheiten haben sollen: 1983 der Zahlenwert für die Lichtgeschwindigkeit, 2019 der für die Planck-Konstante. Die Gravitationskonstante lässt sich allerdings nur mit ungenügender Präzision bestimmen, so dass sie als Grundlage eines Einheitensystems ausscheidet. An ihrer Stelle wurde der Zahlenwert für die Frequenz eines speziellen atomaren Übergangs festgelegt (siehe Definition der Sekunde).

## Physikalische Bedeutung
Über diese „Zahlenspielerei“ hinaus kann man der Planck-Länge auch eine physikalische Bedeutung zuweisen:
Ein Objekt, dessen reduzierte Compton-Wellenlänge
ƛC {\displaystyle ={\frac {\hbar }{m\,c}}}
gleich der Planck-Länge ist, hat einen Schwarzschild-Radius
{\displaystyle r_{\mathrm {S} }={\frac {2Gm}{c^{2}}}}
der gleich der doppelten Planck-Länge ist.
Auf diese Distanzen sind daher Quanteneffekte und Effekte der Gravitation bzw. der Allgemeinen Relativitätstheorie von der gleichen Größenordnung und können nicht mehr separat behandelt werden. Die heute bekannten physikalischen Modelle sind nicht anwendbar, es ist eine Verknüpfung beider Theorien (Quantengravitation) erforderlich, die bislang nicht entwickelt wurde.